# Georges Niang
Georges Niang, född 17 juni 1993 i Lawrence i Massachusetts, är en amerikansk professionell basketspelare (PF) som spelar för Utah Jazz i National Basketball Association (NBA). Han har tidigare spelat för Indiana Pacers, Philadelphia 76ers, Cleveland Cavaliers, Atlanta Hawks och Boston Celtics.
Niang draftades av Indiana Pacers i andra rundan i 2016 års draft som 50:e spelare totalt.
Innan han blev proffs studerade Niang vid Iowa State University och spelade för deras idrottsförening Iowa State Cyclones.